# IFT Computers Ostrava
IFT Computers Ostrava byl futsalový klub ze slezské části Ostravy. V roce 1993 se klub stal zakládajícím členem první pravidelné celostátní ligy v republice. Další sezónu již pod názvem IFT Computers Ostrava dokázal ligu vyhrát a připsal si tak svůj první titul mistra republiky. Svůj druhý titul získal o sezónu později. V roce 2000 byl klub převeden pod hlavičku fotbalového Baníku Ostrava. Ve stejném roce byl do klubu sloučen klub Sokol Vítkovice. V roce 2001 byl klub sloučen do ostravské Mikesky.

## Získané trofeje
- Československé mistrovství ( 1x )
  - 1992[2]
- 1. česká futsalová liga ( 2x )
  - 1993/94, 1994/95

## Vývoj názvů klubu
Zdroj:
- Trosky Bezruč Ostrava
- 1993 – IFT Computers Ostrava
- 1999 – Prostor DZ Ostrava
- 2000 – FC Baník Ostrava futsal (Football Club Baník Ostrava futsal)

## Umístění v jednotlivých sezonách
Zdroj:
Legenda: Z – zápasy, V – výhry, R – remízy, P – porážky, VG – vstřelené góly, OG – obdržené góly, +/- – rozdíl skóre, B – body, červené podbarvení – sestup, zelené podbarvení – postup, fialové podbarvení – reorganizace, změna skupiny či soutěže
| Česko (1993 – 2001) |                    |        |    |    |   |    |     |     |     |    |       |             |
| Sezóny              | Liga               | Úroveň | Z  | V  | R | P  | VG  | OG  | +/- | B  | P. ZČ | Play-off    |
| 1993                | 1. celostátní liga | 1      | 11 | 10 | 0 | 1  | 50  | 26  | +24 | 20 | 2.    |             |
| 1993/94             | 1. celostátní liga | 1      | 30 | 24 | 2 | 4  | 145 | 78  | +67 | 50 | 1.    |             |
| 1994/95             | 1. celostátní liga | 1      | 30 | 24 | 3 | 3  | 149 | 88  | +61 | 75 | 1.    |             |
| 1995/96             | 1. celostátní liga | 1      | 30 | 20 | 5 | 5  | 175 | 101 | +74 | 65 | 3.    |             |
| 1996/97             | 1. celostátní liga | 1      | 30 | 18 | 2 | 10 | 201 | 149 | +52 | 56 | 6.    |             |
| 1997/98             | 1. celostátní liga | 1      | 30 | 15 | 4 | 11 | 140 | 107 | +33 | 49 | 6.    |             |
| 1998/99             | 1. celostátní liga | 1      | 30 | 17 | 3 | 10 | 157 | 105 | +52 | 54 | 6.    |             |
| 1999/00             | 1. celostátní liga | 1      | 26 | 16 | 2 | 8  | 127 | 91  | +36 | 50 | 4.    | Čtvrtfinále |
| 2000/01             | 1. celostátní liga | 1      | 26 | 11 | 4 | 11 | 109 | 117 | -8  | 37 | 7.    | Čtvrtfinále |